# Paul Félix Taillade
Paul Félix Taillade, dit Taillade, né le 14 janvier 1826 à Paris 6e et mort le 26 janvier 1898 à Bruxelles, est un comédien français.
Il est considéré comme le dernier grand interprète du drame romantique.

## Biographie
Né hors mariage, Taillade a été élevé à Rosny chez des paysans. Tout enfant, il mettait en scène les fables de La Fontaine. Placé à sept ans et demi au lycée Bonaparte, où il a fait toutes ses études, il était destiné à quelque cabinet de notaire ou d’avoué par la personne qui avait jusque-là pourvu anonymement à ses besoins. Néanmoins, passionné pour le théâtre, devant son refus d’entrer dans une étude d’huissier, il a préféré perdre, à l’âge de dix-huit ans, le soutien financier dont il avait bénéficié jusque-là pour se jeter à corps perdu dans le théâtre. Forcé, pour vivre, de se faire professeur dans un petit pensionnat du quartier Poissonnière.
À vingt ans, il va, bien que timide, trouver Mademoiselle Mars retirée du théâtre qui lui conseille d’entrer au Conservatoire. Admis dans la classe de Jean-Baptiste Provost, dont l’enseignement ne lui convient pas, il le quitte au bout de quinze mois. Son inspiration était plutôt celle de Frédérick, l’homme de Victor Hugo, l’interprète romantique du romantisme et Valère de Tartufe.
Il fait néanmoins ses débuts, mais sans engagement, à la Comédie-Française, en 1847, sans le rôle du Séide de Mahomet de Voltaire, puis l’Égisthe de Mérope, du même auteur. Il joue ensuite le Clinias de la Ciguë, d’Émile Augier, que la Comédie-Française avait d’abord refusé, avant de la reprendre deux ans après, et la garder depuis au répertoire, devant le succès éclatant qu’elle avait obtenu à l’Odéon.
En 1848, il entre au Théâtre de la Gaîté. En 1850, il acquiert enfin la célébrité lorsque Fabrice Labrousse met à profit le masque anguleux, pour ne pas dire napoléonien, de ses traits pour lui faire incarner le Premier Consul dans Bonaparte ou les Premières pages d’une grande histoire au Cirque national. Le lendemain de la première, tout Paris connaissait cet acteur original, étrange, nerveux, souvent bien inspiré, mais inégal.
Après être brièvement passé à l’Ambigu, il retourne au Cirque, dans le rôle de Charles IX de la Reine Margot, puis Darnley dans Marie Stuart en Écosse. À la Porte-Saint-Martin, il fait les honneurs de la Jeunesse de Louis XI, de Jules Lacroix. Il a également tenu avec une grande exactitude historique, le rôle de Charles-Quint, dans le Gentilhomme de la Montagne d’Alexandre Dumas.
En 1863, il fait ses débuts à l’Odéon dans Macbeth. En septembre 1866, il y incarne Oreste dans Andromaque. Il se plait alors à jouer le classique : Néron de Britannicus, Œdipe, le Cid, Abner dans Athalie, Polyeucte. En 1868, il joue avec succès le rôle du fou mendiant dans le Roi Lear. Il crée ensuite, toujours à l’Odéon, Jeanne de Ligneris, 3 septembre 1868, et le Drame de la rue de la Paix, en novembre, mais son refus absolu de se plier aux lois de la tradition lui ferme les portes de la Comédie-Française. À Empis, qui lui parle de tradition, il répond « J’aime mieux créer. »
Le 10 mars 1869, au Châtelet, il personnifie Saint-Just dans les Blancs et les Bleus. À Paris, lors du siège par les Prussiens, il se prodigue, récitant divers morceaux des Châtiments de Victor Hugo dans des représentations patriotiques, déclamant l’Expiation du même à l’Opéra. En 1871, il reprend Richard d’Arlington au théâtre Cluny, et effectue des tournées en province. En 1873, il interprète le rôle d’Oreste dans Andromaque, au théâtre Déjazet. Il réapparait à l’Odéon dans les Erynnies, puis incarne Simon Renard dans Marie Tudor, Ali-Pacha dans Libres !, Henri III dans Henri III et sa cour et triomphe, le 29 janvier 1874, dans le rôle de Pierre Frochard le rémouleur dans les Deux Orphelines à la Porte-Saint-Martin, qui constitue l’apogée de sa carrière. Dès lors, il ne jouera plus guère que des reprises de ses rôles. En 1892, la Porte-Saint-Martin reprend les Deux Orphelines, son triomphe, mais sans lui.

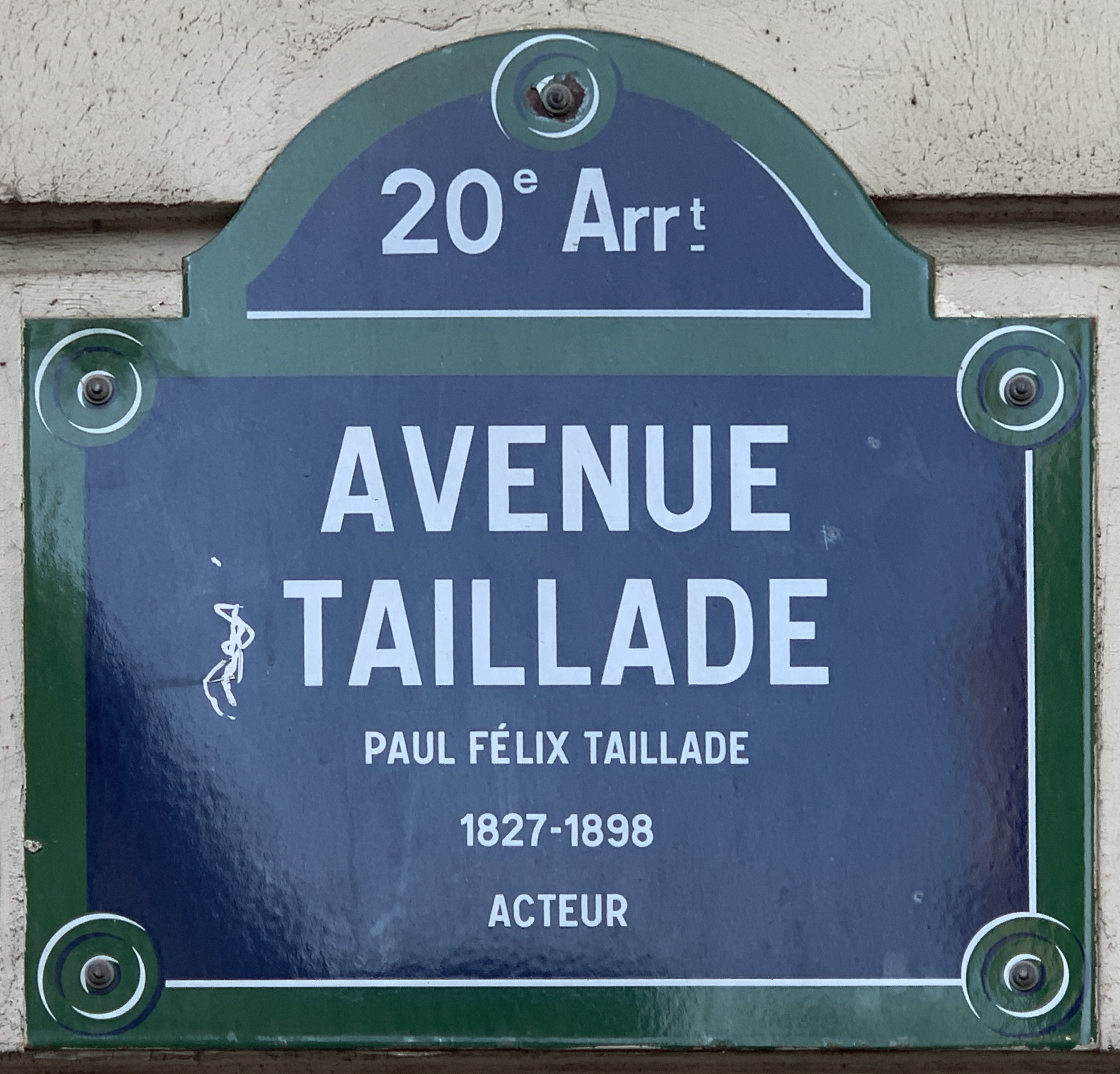
Avenue Taillade.

Dans ses dernières années, ne trouvant plus où s’employer sur les scènes parisiennes, passées à la féerie, l’opérette ou le drame réaliste, il devait courir le cachet de théâtre de banlieue en théâtre de province, partout où l’on jouait encore le mélodrame, bien fatigué, les hésitations de sa mémoire chancelante ralentissant son débit et l’obligeant souvent à suppléer par la mimique au mot qui le fuyait. De plus, le vieux champion du drame, parmi les derniers survivants de la période illustrée par les Dumaine, Lacressonnière, Mélingue, Laferrière, Brésil, etc. connaissait des difficultés de diction causées par des problèmes dentaires. Le directeur de théâtre Alphonse Lemonnier ayant demandé à Adolphe d’Ennery l’autorisation de reprendre Paillasse, le dramaturge lui a fait donner par sa femme l’adresse d’un dentiste mais Taillade ayant refusé de se faire poser un dentier, d’Ennery lui a retiré une partie de son répertoire.
Vieilli, malade, il envisageait de prendre sa retraite et de donner sa représentation d’adieu à l’Opéra pour se vouer au professorat mais, à cours d’argent, il s’était engagé pour aller reprendre son rôle de Kérouan dans la Closerie des Genêts de Frédéric Soulié à l'Alhambra de Bruxelles, malgré les tentatives d’Alphonse Lemonnier de l’en dissuader. Arrivé bien portant à Bruxelles, il était allé prendre une consommation au café de l’Alhambra vers dix heures. L’affaire Dreyfus qui, à ce moment-là, occupait tous les esprits, surtout en Belgique, ayant été évoquée, une discussion a eu lieu à ce sujet avec des consommateurs bruxellois dreyfusards, ce qui il l’a mis en fureur. Très échauffé, il a voulu aller prendre l’air un instant dans la rue devant le théâtre, et c’est là qu’il est tombé sans connaissance, mort. Des souscriptions ayant été lancées dans tous les théâtres pour ses funérailles, et un terrain, ayant été offert par le secrétaire de la Société des gens de lettres, Lemonnier a rapatrié son corps à Paris et il a été inhumé au cimetière du Père-Lachaise, où Leloir, de la  Société des artistes, dont il s’était laissé rayer par négligence, non sans le regretter, lui a adressé le dernier adieu.

## Hommages
Une voie du 20e arrondissement de Paris a reçu son nom.

## Théâtre

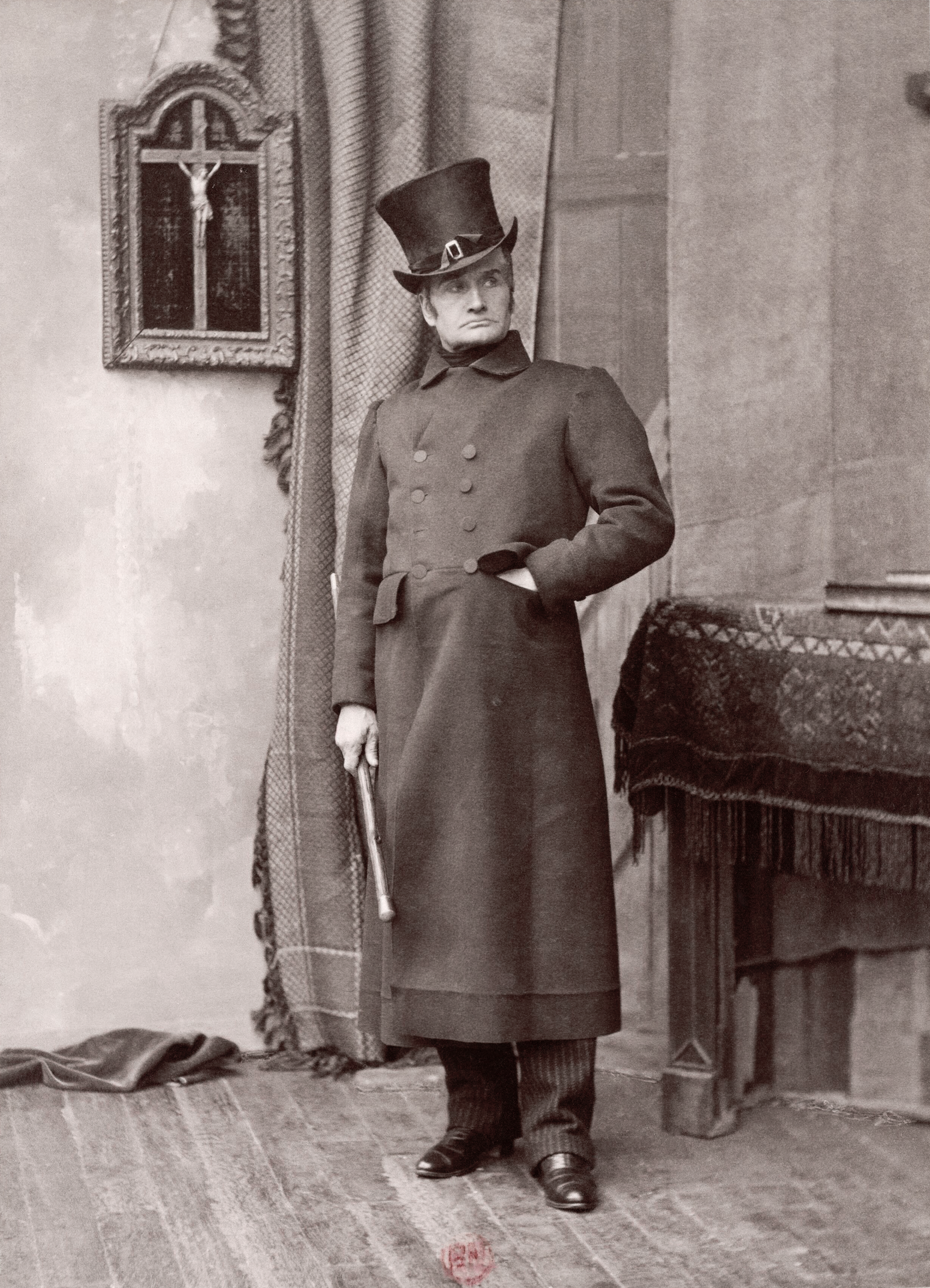
Taillade dans le rôle de Javert dans les Misérables.

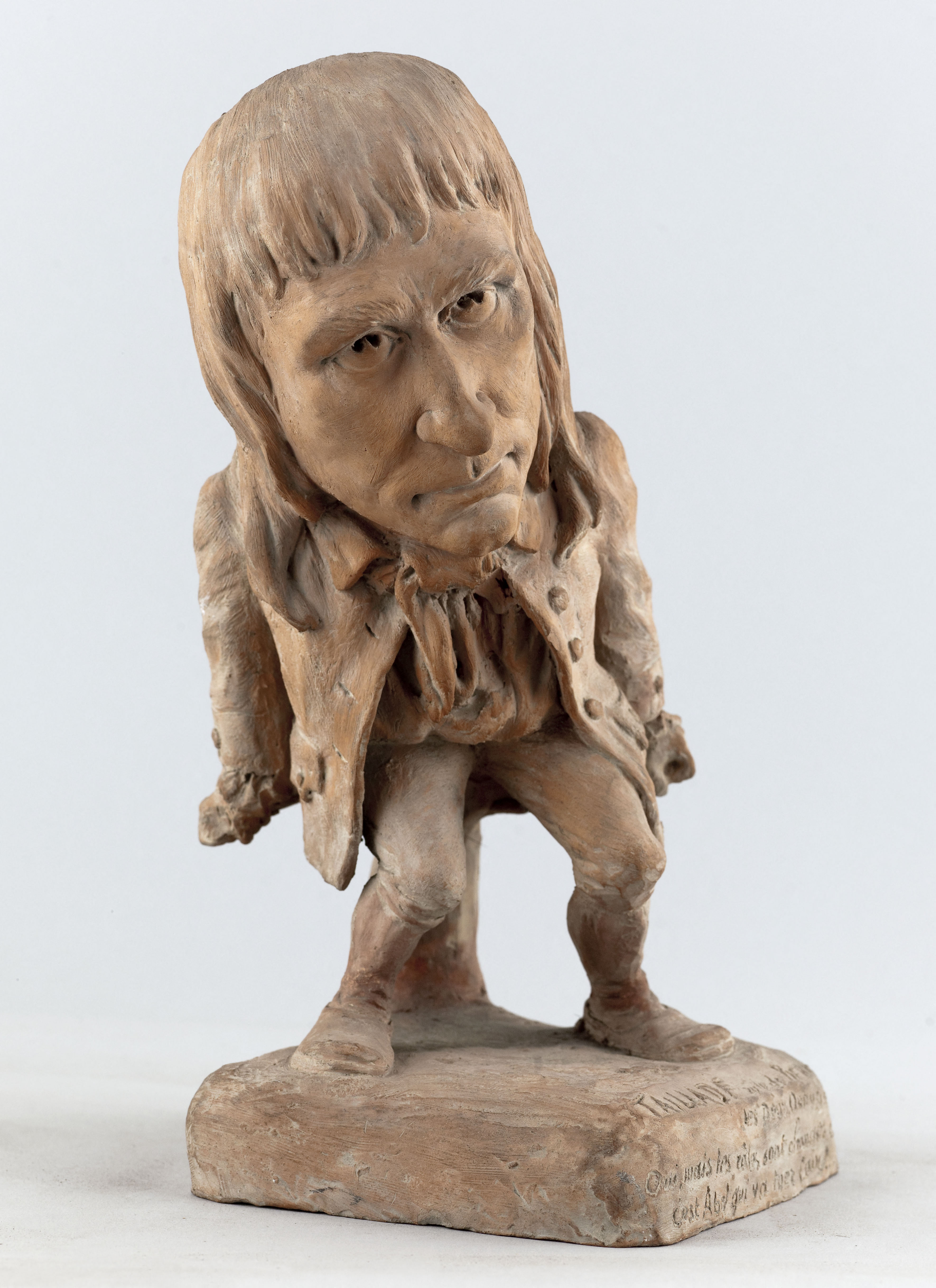
Portrait-charge dans le rôle de Pierre dans les Deux Orphelines.

- Mahomet de Voltaire, Séide, 1847, Comédie-Française.
- Mérope, Égisthe
- la Ciguë d’Émile Augier, Clinias
- Berthe la Flamande, Ambigu, 1852.
- Le Masque de poix :  Pierre Boriloff, la Gaité
- Roquelaure, Ambigu, 1852.
- Jean le Cocher, Ambigu, 1852.
- Le Comte Hermann, la Gaité, février 1855.
- Le Courrier de Lyon, Gaité.
- La Pie voleuse, Gaité.
- Les Cosaques, Gaité.
- La Closerie des Genets de Frédéric Soulié, Kérouan, Gaité.
- Le Sanglier des Ardennes : Odoard, Gaité.
- La Reine Margot : Charles IX, Cirque, 1856.
- Les Chiens du Mont Saint-Bernard, Cirque, juillet 1858.
- Les Maréchaux de l’Empire, Cirque.
- Marie-Stuart en Écosse, Cirque.
- La Tour Saint-Jacques-la-Boucherie, Cirque.
- Les Deux Faubouriens, Cirque.
- La Jeunesse de Louis X1, Porte-Saint-Martin
- le Gentilhomme de la montagne : Charles Quint, Porte-Saint-Martin.
- Leclerc et Perrin (reprise), Porte-Saint-Martin, 1862.
- Richard III (reprise), Porte-Saint-Martin, 1863
- L’Outrage, Porte-Saint-Martin.
- Pierre Lenoir, Porte-Saint-Martin.
- Richard d’Arlington (reprise), Porte-Saint-Martin.
- La Tour de Nesle (reprise) : Gauthier d’Aulnay, Ambigu.
- Macbeth, Odéon, 1863.
- Le Roi Lear, Odéon, 1868.
- Jeanne de Ligneris, Odéon, 3 septembre 1863.
- Rocambole, Ambigu, août 1864.
- Le Drame de la rue de la Paix, Odéon, 5 novembre 1868.
- Les Fils de Charles-Quint, Ambigu.
- la Nonne sanglante, Porte-Saint-Martin.
- Lucrèce (reprise) de François Ponsard, Odéon, avril 1869.
- Lucrèce Borgia, Gennaro, Porte-Saint-Martin, février 1870.
- Michel Pauper de Henri Becque, Porte-St-Martin, juin 1870.
- Les Blancs et les Bleus, Saint-Just, Châtelet, 10 mars 1869.
- Andromaque : Oreste, théâtre Déjazet, 1873.
- Marie Tudor : Simon Renard, Porte-Saint-Martin, 27 septembre 1873.
- Les Deux Orphelines : Pierre Frochard, le rémouleur, Porte-Saint-Martin, 20 janvier 1874.
- La Jeunesse des Mousquetaires : Athos, 1875.
- Vingt Ans après : Mordaunt, 1875.
- L’Espion du roi : Ruskoë, 1876.
- L’Éclat de rire :  le fou, 1877.
- Les Exilés : Schelm, 1877.
- Les Misérables, Javert, théâtre de la Porte-Saint-Martin, 1878.
- Les Enfants du capitaine Grant : Burck, 1879.
- La Dame de Monsoreau : Henri III.
- Les Mystères de Paris : Jacques Ferrand.
- Les Étrangleurs : Jagon, 1880.
- Le Chien de garde : Férou, 1880.
- Le Prêtre : l’abbé Patrice, 1881.
- Les Chevaliers du brouillard : Jack Sheppard, 1881.
- Quatrevingt-treize : le Vendéen Imanus, Gaité,, 1881.
- Voyage à travers l'Impossible de Jules Verne et Adolphe d’Ennery : le docteur Ox, 1882.
- Othello : rôle-titre, Odéon, 1883.
- L’As de trèfle : Narcisse, 1833.
- Fualdès : Bancal
- Notre-Dame de Paris : Claude Frollo, 1885.
- le Ventre de Paris : Birouk, 1887.
- Le Juif polonais : Mathis, 1887.
- Le Juge d'instruction : Savernier, 1888.
- Tibère à Caprée : Tibère, Porte-Saint-Martin, 4 mai 1891.
- Le Maitre d’armes, Porte-Saint-Martin, 18 octobre 1892.
- Au Dahomey : Béhanzin, janvier 1893.
- La Maison du baigneur : le Président, Porte-Saint-Martin, 1893
- Monte-Cristo : Faria, Porte-Saint-Martin, 1894.
- Le Vieux Caporal, théâtre de la République, 28 septembre.
- Les Crochets du père Martin, République, 1895.
- La Belle Grêlée, République, 11 décembre 1895.
- Le Camelot : Julien, République, 28 août 1896.
- La Jeunesse de Louis XI de Casimir Delavigne, Théâtre du Château-d’Eau, 1897.

## Œuvres
- Le Château des Ambrières : René, avec Théodore Barrière
- Charles XII : drame historique militaire en cinq actes et quinze tableaux  (avec Eustache Lorsay), Paris, Librairie théâtrale, 1857 (lire en ligne sur Gallica) : rôle-titre, Cirque.
- André Rubner  (avec Paul Têtedoux), Paris, Barbré, 1862, 16 p., ill. ; in-4º (lire en ligne sur Gallica). ,
- Les Catacombes de Paris, drame en 5 actes et 6 tableaux, 1860.
- Le Contrat rompu : Jean-Marie, théâtre Beaumarchais, 1857.
- Il est fou !
- Le Gladiateur de Ravenne, (traduction de Friedrich Halm), Ambigu, 1870.

## Iconographie
Un buste très expressif dû à Gustave Deloye a figuré à l’Exposition des portraits dramatiques en 1900. Charles Kotra (d)  a réalisé une série de statuettes le représentant, dans son rôle de Pierre, le rémouleur dans les Deux Orphelines.